# Національний центр космічних досліджень Франції
Національний центр космічних досліджень Франції (фр. Centre National d'Études Spatiales, CNES) — державне космічне агентство, головний центр космічних досліджень Франції. 
Центр засновано Президентом Шарлем де Голлем у 1961 році. Штаб-квартира розташована в Парижі. Свою діяльність агентство здійснює під безпосереднім керівництвом міністра з питань оборони та наукових досліджень. Агентство діє разом з Космічним центром в Гвіані (експлуатується з 1969 р.), проводячи при цьому запуски й з інших космодромів. В минулому CNES проводило підготовку французьких космонавтів, однак з 2001 року ця функція перейшла до Європейського космічного агентства. 

## Історія
- 1961 — заснування CNES. Відкрито космодром Хаммагір в Алжирі.
- 1962 — презентація ракети-носія Діамант.
- 1962 — перший запуск ракети Бенерік.
- 1963 — у космос запущено котів на ракеті Вероніка.
- 1965 — запущено перший французький супутник.
- 1967 — закриття космодрому Хаммагір.
- 1968 — завершено будівництво космічного центру в Тулузі.
- 1969 — завершено будівництво французького космічного центру в Гвіані.
- 1973 — відкрито Космічний Центр Еврі.

## Науково-вимірювальні пункти
CNES має ряд пунктів управління та контролю:
1. Куру у Французькій Гвіані;
2. Ісу Осагель за 20 кілометрів від Тулузи;
3. острів Кергуелен в Французьких Південних й Антарктичних територіях;
4. Хартебісток, ПАР;
5. Кіруна, Швеція (для програми SPOT).

## Програми
- «Вихід в космос»;
- цивільне застосування космосу;
- сталий розвиток;
- наукові й технологічні дослідження;
- безпека й оборона.

### «Вихід в космос»
Франція — третя країна світу за рівнем розвитку космічної галузі. У межах ЄКА CNES вдосконалює сім'ю ракет-носіїв Аріан. Комерційна конкуренція в освоєнні космічного простору є жорсткою, тому запуски мають бути пристосовані до приватних інтересів замовників. Нові версії Аріан-5 можуть виводити на орбіту великі супутники й проводити подвійні запуски, тоді як ракети-носії «VEGA» й «Союз-2», що поступаються їм за розмірами, менш вантажопідйомні.

### Цивільне використання
CNES бере участь у навігаційній програмі «Галілео» пліч-о-пліч із ЄС та ЄКА, а також у географічно ширшій пошуково-рятувальній програмі «Коспас-Сарсат».

### Наукові й технологічні дослідження
22 червня 2024 року Франція спільно з Китаєм запустили у космос супутник SVOM (Space Variable Objects Monitor). Супутник призначений для пошуку гамма-спалахів, світло від яких подолало мільярди світлових років, щоб досягти Землі.